# Kathrin Boron
Kathrin Boron (* 4. November 1969 in Eisenhüttenstadt, Bezirk Frankfurt (Oder)) ist vierfache Olympiasiegerin und achtfache Weltmeisterin im Rudern, die zunächst für die DDR und dann für Deutschland startete. 

## Karriere
Kathrin Boron wuchs mit einer älteren Schwester in Neuruppin auf, wo sie mit 8 Jahren mit der Leichtathletik begann. Wegen gesundheitlicher Probleme konnte sie die Leichtathletik nicht weiter betreiben. Da sie unbedingt auf eine Kinder- und Jugendsportschule (KJS) wollte, wurde sie bei einer Talentesichtung für das Rudern entdeckt und ging 1983 an die KJS Potsdam und zu den Ruderern der SG Dynamo Potsdam. Im Kinder- und Jugendbereich errang sie neben zahlreichen DDR-Titeln bei Junioren-Weltmeisterschaften zwei Goldmedaillen.
Ihr erstes Jahr im Seniorenalter begann mit dem Handicap einer Sprunggelenksverletzung, was auch ihren Start bei den Olympischen Spielen 1988 in Seoul verhinderte. Erst im darauf folgenden Jahr begann ihre eindrucksvolle Erfolgsserie. Sie nahm an fünf Olympischen Sommerspielen jeweils mit herausragenden Medaillengewinnen teil. Bei 14 Weltmeisterschaften errang sie 8 Weltmeistertitel und 5 Silbermedaillen. Dazu kommen einige deutsche Meistertitel. Aufgrund ihrer mehrfachen Olympiasiege (alle im Doppelzweier oder Doppelvierer) wird sie im selben Atemzug wie Elisabeta Lipă, Marnie McBean und Kazjaryna Karsten genannt. Bei ihren vorletzten Spielen war sie Fahnenträgerin der deutschen Mannschaft bei der Schlussfeier. Mit den Olympischen Spielen 2008 hat sie ihre aktive Karriere beendet. Ein Jahr später wurde sie während des Ruder-Weltcups in Luzern vom Weltruderverband mit dessen höchster Auszeichnung, der Thomas-Keller-Medaille, für ihre außergewöhnliche Ruderkarriere geehrt.

## Privates
Nach dem Abitur an der KJS erlernte Kathrin Boron den Beruf einer Bankkauffrau bei der Deutschen Bank, AG Potsdam, wo sie auch seit 1994 beschäftigt war. Nach ihrem Karriereende engagierte sie sich weiter in ihren Vereinen Potsdamer Ruder-Gesellschaft und Ruder-Club Potsdam. Von 2009 bis Ende 2012 arbeitete Kathrin Boron am Olympiastützpunkt Brandenburg im Bereich Öffentlichkeitsarbeit und Marketing. Anfang 2013 wurde sie Trainerin am Bundesstützpunkt Potsdam und war für den Juniorenbereich verantwortlich. Seit Oktober 2015 arbeitet sie in der Athletenförderung der Deutschen Sporthilfe in Frankfurt am Main.
Kathrin Boron lebte viele Jahre in Caputh (Gemeinde Schwielowsee) und ist alleinerziehende Mutter einer Tochter (* 2002). Bis Juli 2015 wohnte sie in der Nähe von Frankfurt am Main und jetzt ist ihr Lebensmittelpunkt Hannover.

## Ehrungen
- 1992: Bambi
- 1992, 1996, 2000, 2004: Silbernes Lorbeerblatt
- 2000, 2001: Sportlerin des Jahres des Landes Brandenburg[1]
- 2001: Goldenes Band der Sportpresse
- 2004: Champion des Jahres
- 2005: Verdienstorden des Landes Brandenburg
- 2008: Preis des Bundesinnenministers für Toleranz und Fair Play im Sport
- 2009: Thomas-Keller-Medaille des Weltruderverbands